# 盈江苎麻
盈江苎麻（学名：Boehmeria ingjiangensis）是荨麻科苎麻属的植物，是中国的特有植物。分布在中国大陆的云南等地，生长于海拔300米的地区，多生长在山地林中，目前尚未由人工引种栽培。